# Zsolt Gyulay
Zsolt Gyulay (* 12. September 1964 in Vác) ist ein ehemaliger ungarischer Kanute. Er wurde 1988 zweifacher Olympiasieger.

## Erfolge
Zsolt Gyulay nahm dreimal an Olympischen Spielen teil, bei denen er große Erfolge erzielte. Bei seinem Olympiadebüt 1988 in Seoul trat er im Einer-Kajak und im Vierer-Kajak an. Gemeinsam mit Ferenc Csipes, Sándor Hódosi und Attila Ábrahám gewann er im Vierer-Kajak über 1000 Meter sowohl seinen Vorlauf als auch seinen Halbfinallauf. Im Finale verwiesen sie mit einer Rennzeit von 3:00,20 Minuten den sowjetischen Vierer um 1,2 Sekunden auf den zweiten Platz sowie das DDR-Boot mit 2,1 Sekunden auf Rang drei, womit Gyulay, Csipes, Hódosi und Ábrahám Olympiasieger wurden. Auf der 500-Meter-Strecke im Einer-Kajak blieb Gyulay ebenfalls in seinem Vorlauf und dem Halbfinallauf siegreich. Den Finallauf schloss er mit 1:44,82 Minuten mit einem Vorsprung von 1,5 Sekunden vor dem DDR-Starter Andreas Stähle und 1,6 Sekunden vor dem Neuseeländer Paul MacDonald auf dem ersten Platz ab. Auch bei den Olympischen Spielen 1992 in Barcelona sicherte sich Gyulay zwei Medaillen. Auf der 1000-Meter-Strecke qualifizierte er sich im Vierer-Kajak erneut als Erster seines Vorlaufs für das Halbfinale, in dem er mit Ferenc Csipes, László Fidel und Attila Ábrahám als Zweiter hinter den Deutschen Mario von Appen, Oliver Kegel, Thomas Reineck und André Wohllebe den Einzug ins Finale schaffte. Dort waren die Deutschen erneut als einzige schneller als der ungarische Vierer, der mit 2:54,82 Minuten nur 74 Hundertstel Sekunden Rückstand auf den ersten Platz hatte. Zu den drittplatzierten Australiern hatten die Ungarn 2,1 Sekunden Vorsprung. Eine weitere Silbermedaille gewann Gyulay im Einer-Kajak über 500 Meter. Zunächst verpasste er als Dritter seines Vorlaufs die direkte Qualifikation für das Halbfinale, gewann dann aber seinen Hoffnungslauf. Im Halbfinale gelang ihm die achtschnellste Zeit, sodass er über die Zeitregel in den Finallauf einzog. Dort war er mit 1:40,64 Minuten schließlich der zweitschnellste Starter, nur der Finne Mikko Kolehmainen war 0,3 Sekunden schneller gewesen.  Mit einem Vorsprung von nur sieben Hundertstel Sekunden setzte sich Gyulay knapp gegen Knut Holmann durch, der den dritten Platz belegte. Nach zwei Goldmedaillen bei den Olympischen Spielen 1988 gewann Zsolt Gyulay in denselben Disziplinen nunmehr zwei Silbermedaillen. Außerdem ging er im Zweier-Kajak über 500 Meter mit Ferenc Csipes an den Start. Nach verpasster direkter Halbfinalqualifikation gelang ihnen über den Hoffnungslauf doch noch der Sprung ins Halbfinale und schließlich in den Finallauf. Mit 1:32,34 Minuten kamen sie dort nicht über den siebten Platz hinaus. 1996 trat er bei den Olympischen Spielen in Atlanta nur in einer Disziplin an, dem Rennen im Zweier-Kajak über 500 Meter. Zusammen mit Krisztián Bártfai gewann er seinen Vorlauf und schaffte als Vierter seines Halbfinallaufs den Finaleinzug. Dort verpassten er und Bártfai mit 1:30,001 Minuten Rennzeit als Sechste allerdings einen weiteren Medaillengewinn.
Zahlreiche Erfolge gelangen Gyulay auch bei Weltmeisterschaften. 1986 sicherte er sich in Montreal im Einer-Kajak auf der 500-Meter-Distanz die Silbermedaille, während er mit dem Vierer-Kajak auf der 1000-Meter-Strecke Weltmeister wurde. Diesen Titel verteidigte er zunächst 1987 in Duisburg sowie, nachdem 1988 wegen der Olympischen Spiele keine Weltmeisterschaft stattfand, auch 1989 in Plowdiw, 1990 in Posen und 1991 in Paris. In Plowdiw wurde er außerdem auch im Einer-Kajak über 1000 Meter Weltmeister. Bei den Weltmeisterschaften in Paris belegte er auf der 500-Meter-Strecke sowohl im Einer- als auch im Zweier-Kajak den dritten Platz. 1993 gewann er in Kopenhagen mit dem Vierer-Kajak über die 500-Meter-Distanz die Bronze- und über die 1000-Meter-Distanz die Silbermedaille. Drei weitere Medaillen sicherte sich Gyulay bei den Weltmeisterschaften 1995 in Duisburg. Auf der 200-Meter-Sprintstrecke belegte er im Zweier-Kajak den dritten Platz und wurde über 500 Meter im Zweier-Kajak sowie über 1000 Meter im Vierer-Kajak jeweils Vizeweltmeister. Auf nationaler Ebene gewann Gyulay in verschiedenen Bootsklassen und Renndistanzen insgesamt 31 ungarische Meisterschaften.
1991 wurde er neben seinen drei Mannschaftskameraden des bei der WM siegreichen Vierer-Kajaks zu Ungarns Mannschaft des Jahres gewählt. Ein Jahr später erhielt er nach seinem dritten und vierten Medaillengewinn bei den Olympischen Spielen das Ritterkreuz des Ungarischen Verdienstordens.